# WWE One Night Stand
WWE One Night Stand was een jaarlijks professioneel worstel-pay-per-view (PPV) dat georganiseerd werd door Amerikaanse worstelorganisatie World Wrestling Entertainment (WWE). Het evenement debuteerde in 2005 en werd vernoemd naar een reünie van één nacht voor worstelorganisatie, Extreme Championship Wrestling (ECW). De eerste 2 evenementen waren voor ECW, maar dit veranderde in 2007 en 2008. WWE lanceerde ECW als hun 3e brand (merk) naast Raw en SmackDown. In 2009 werd het evenement hernoemd naar Extreme Rules. Het evenement in 2009 zou continueren onder de One Night Stand chronologie, maar in 2010 werd de chronologie echter voortgezet onder de naam Extreme Rules, wat betekende dat continuïteit onder One Night Stand stopte.

## Chronologie
| Evenement                | Stad         | Stad                  | Locatie                              | Main Event |
| ------------------------ | ------------ | --------------------- | ------------------------------------ | --- |
| ECW One Night Stand 2005 | 12 juni 2005 | New York              | Hammerstein Ballroom                 | The Dudley Boyz (Bubba Ray & D-Von Dudley) vs. Tommy Dreamer & The Sandman                                       |
| ECW One Night Stand 2006 | 11 juni 2006 | New York              | Hammerstein Ballroom                 | John Cena vs. Rob Van Dam voor het WWE Championship                                                              |
| One Night Stand 2007     | 3 juni 2007  | Jacksonville, Florida | Jacksonville Veterans Memorial Arena | John Cena vs. The Great Khali in een Falls Count Anywhere match.                                                 |
| One Night Stand2008      | 1 juni 2008  | San Diego, Californië | San Diego Sports Arena               | Edge vs. The Undertaker in een Tables, Ladders, and Chairs match voor het vacante World Heavyweight Championship |